# Joseph Henry
Joseph Henry (Albany, New York, 17. prosinca 1797. – Washington, 13. svibnja 1878.), američki fizičar. Profesor u Albanyju i Princetonu. U mladosti se školovao uz rad; poslije se zainteresirao za pokuse H. C. Ørsteda. Otkrio je samoindukciju, pa je jedinica induktivnosti (henri) nazvana po njemu. Izoliranjem žice u električnoj zavojnici dobio je prve jake elektromagnete, izradio je prvi električni motor, 1833. objavio zakone transformatora te 1835. izumio električni relej (sklopni aparat), to jest telegraf ili brzojav. Ništa od toga nije patentirao jer je smatrao da izumi moraju služiti općoj dobrobiti. Godine 1846. imenovan je prvim tajnikom novoosnovanoga Smithsonian instituta te podupirao razvoj novih znanosti, primjerice meteorologije, u kojoj je telegraf našao prvu znanstvenu primjenu (skupljanje vremenskih izvješća, koje se razvilo u prvu nacionalnu vremensku službu). Godine 1848. osjetljivim je mjerenjem topline utvrdio da su pjege na Suncu hladnije od svoje okoline.

## Samoindukcija
Indukcija koja nastaje u zavojnici zbog promjene njezinog vlastitog magnetskog polja pri promjeni jakosti struje kroz zavojnicu zove se samoindukcija. 
Kada zavojnicom teče električna struja, unutar zavojnice stvara se magnetsko polje koje je proporcionalno jakosti struje I. Znači, ako se mijenja jakost struje kroz zavojnicu, mijenja se i magnetsko polje unutar zavojnice, pa se time mijenja i magnetski tok kroz zavojnicu. Ta promjena magnetskog toka uzrokuje pojavu induciranog napona u zavojnici, čiji je smjer takav da djeluje suprotno promjeni struje koje ga je uzrokovala (Lenzovo pravilo). Budući da tu indukciju uzrokuje vlastito magnetsko polje same zavojnice, ona se naziva samoindukcija. 
Izraz za samoindukciju izgleda ovako: 
{\displaystyle U=-L\cdot {\frac {\Delta I}{\Delta t}}}
U izrazu za samoindukciju javlja nam se slovo L, ono predstavlja koeficijent proporcionalnosti koji karakterizira zavojnicu. Taj koeficijent se naziva induktivitet. 
Induktivitet ovisi o presjeku S i duljini l zavojnice, o broju zavoja N i o permeabilnosti materijala koji se nalazi unutar zavojnice. 
Jedinica induktiviteta se dobiva iz izraza za samoindukciju: 
{\displaystyle [L]=[U]\cdot {\frac {[\Delta t]}{[\Delta I]}}=\mathrm {V} \cdot {\frac {\mathrm {s} }{\mathrm {A} }}=\mathrm {H} }
Ta se jedinica zove henri (H).

## Vanjske poveznice
- The Joseph Henry Papers Project  Arhivirana inačica izvorne stranice od 13. listopada 2006. (Wayback Machine)
- Published physics papers  Arhivirana inačica izvorne stranice od 30. rujna 2012. (Wayback Machine) - On the Production of Currents and Sparks of Electricity from Magnetism and On Electro-Dynamic Induction (extract)